# Noël Delfosse

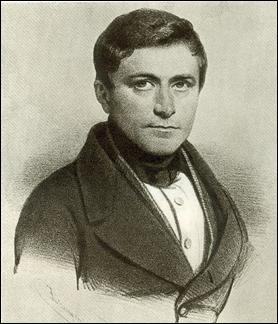
Noël Delfosse

Noël Joseph Auguste Delfosse (Luik, 9 maart 1801 - Luik, 22 februari 1858) was een Belgisch jurist, ondernemer en liberaal politicus.

## Levensloop
Delfosse was een zoon van de verver Noël Joseph Delfosse en van Marie Bury. Hij trouwde met Marie-Françoise Vaust. Het ging om een familie die actief was in de verfindustrie. Hij promoveerde tot doctor in de rechten aan de Université de Liège in 1823 en voltooide zijn stage als advocaat in 1827. Van 1823 tot 1833 stond hij zijn vader bij in zijn onderneming.
Na de Belgische Revolutie in 1830 werd Delfosse verkozen als gemeenteraadslid en burgemeester Louis Jamme wilde hem benoemen tot schepen van politie maar Delfosse weigerde de post. In 1833 startte hij zijn advocatencarrière aan de balie van Luik waar hij als advocaat ingeschreven bleef tot in 1854.
In 1836 waren er voor het eerst Belgische verkiezingen voor de provincieraad en Delfosse werd meteen verkozen. Hij werd onmiddellijk benoemd in de Bestendige Deputatie en bleef gedeputeerde tot in 1839.
In 1840 werd hij verkozen tot liberaal volksvertegenwoordiger voor het arrondissement Luik, mandaat dat hij bekleedde tot aan zijn dood.
In de Kamer van volksvertegenwoordigers onderscheidde hij zich als een overtuigende redenaar en een snelle beslissingnemer. Delfosse heeft een aantal maal de kans gehad om minister te worden maar hij is het om allerlei redenen nooit geworden. In 1846 was hij er dichtbij toen hij samen met Charles Rogier een regeringsprogramma opgesteld had maar koning Leopold I stelde echter zijn veto. In de regering-Rogier II die daarop ontstond weigerde hij tot tweemaal toe een ministerpost.
In 1847 werd Delfosse verkozen tot tweede ondervoorzitter en in het revolutiejaar 1848 tot eerste ondervoorzitter van de Kamer van volksvertegenwoordigers. Daar diende hij op 2 maart de radicaal Adelson Castiau van repliek toen deze pleitte voor een republiek naar Frans voorbeeld en zei dat de revolutionaire ideeën een ronde van de wereld zouden maken en door België passeren. Het antwoord van Delfosse werd in de regeringspers bejubeld: "Om de ronde van de wereld te maken hoeft de vrijheid niet meer langs België te komen". Met de liberale regering meende Delfosse namelijk dat vrijheid en gelijkheid in België al gerealiseerd waren, dankzij de Grondwet.
Eind 1852 werd Delfosse voorzitter van de Kamer en bleef dit tot in 1855. Einde 1854 werd hem gevraagd om een nieuwe regering te vormen maar hij weigerde opnieuw omdat hij vond dat hij beter functioneerde in het parlement.
Na de liberale verkiezingsoverwinning van einde 1857 werd Noël Delfosse benoemd tot minister van Staat. Enkele maanden later overleed hij op 56-jarige leeftijd.